# Хош-Хаммад
Хош-Хаммад (англ. Hosh Hammad, араб. حوش حماد) — поселення в Сирії, що складає невеличку друзьку общину в нохії Ас-Сура-ас-Сахіра, яка входить до складу мінтаки Шахба в південній сирійській мухафазі Ас-Сувейда.